# بورغوستانسكايا (ستافروبول)
بورغوستانسكايا (بالروسية: Боргустанская) هي مدينة في مقاطعة ستافروبول كراي في روسيا.